# Bora Zivkovic
Bora Zivkovic (Silkeborg, 4 settembre 1974) è un ex calciatore danese, di ruolo difensore.

## Carriera

### Giocatore

#### Club
Difensore di origini serbe, Zivkovic iniziò la carriera con la maglia del Silkeborg, debuttando nella Superligaen ad agosto 1993. Grazie a quella presenza, unica in campionato, poté fregiarsi del titolo nazionale a fine stagione. Riuscì successivamente ad affermarsi nella formazione titolare e fu titolare anche in occasione della vittoria della Coppa di Danimarca 2000-2001, in virtù del successo in finale sull'AB per 4-1. Proprio in quella partita, si procurò un infortunio al ginocchio che fece titubare il Silkeborg nell'offrirgli un nuovo contratto. A sei mesi dalla scadenza dell'accordo che lo legava al Silkeborg, siglò un pre-contratto con i campioni in carica del Copenaghen. Totalizzò 189 apparizioni e 14 reti nella Superligaen con il Silkeborg.
Al Copenaghen fu in competizione, per un posto da titolare, con Martin Albrechtsen e Bo Svensson. Giocò 48 partite in campionato nel biennio successivo, con 5 reti all'attivo, e vinse due campionati e una coppa nazionale. Non fu mai, però, un titolare in squadra. A febbraio 2004, allora, fu prestato allo Herfølge. Contribuì a far raggiungere la salvezza a questa squadra.
A luglio 2004, si trasferì ai norvegesi del Fredrikstad a titolo definitivo. Debuttò nella Tippeligaen il 25 luglio, quando fu titolare nella sconfitta per 3-1 in casa del Rosenborg (Zivkovic sbagliò un calcio di rigore nello stesso incontro). Il 29 agosto segnò nel successo per 4-2 contro il Sogndal. Fu anche capitano negli ultimi 6 mesi in squadra. Quando Zivkovic non fu più soddisfatto delle tattiche di Egil Olsen, si cercò un nuovo club. A giugno 2006 tornò così in patria, nel Vejle, neopromosso nella Superliga. Fu scelto come capitano della squadra. Non riuscì però a salvare la squadra dalla retrocessione, ma contribuì all'immediata promozione. La squadra retrocesse di nuovo al termine del campionato 2008-2009. Zivkovic, dopo questa stagione, lasciò il club con la scadenza del suo contratto.
Inizialmente, annunciò il suo ritiro. Ad agosto 2009, però, scelse di tornare a giocare a calcio nello Hjørring. A giugno 2011, terminò la carriera.

#### Nazionale
A maggio 2001, fu convocato nella Danimarca. Non scese però in campo nel giorno della partita. Successivamente, non fu più convocato.

### Dopo il ritiro
Il 15 luglio 2011 fu nominato assistente di Boye Habekost allo Hjørring.

## Palmarès

### Giocatore

#### Club

##### Competizioni nazionali
- Campionato danese: 3

Silkeborg: 1993-1994
Copenaghen: 2002-2003, 2003-2004
- Coppa di Danimarca: 2

Silkeborg: 2000-2001
Copenaghen: 2003-2004